# IEEE 802.1
IEEE802.1为IEEE的一个工作组（Working Group）。此工作组负责IEEE802.1标准的制定。
IEEE802.1标准提供了一个对整个IEEE802系列协议的概述，描述了IEEE802标准和开放系统基本参照模型（即ISO的OSI 模型）之间的联系，解释这些标准如何和高层协议交互，定义了标准化的介质访问控制（MAC）层地址格式，并且提供一个标准用于鉴别各种不同的协议。
IEEE802.1工作组主要负责以下工作：
- 802系列的局域网，城域网，个人网的体系结构。
- 802系列网络之间以及与其他广域网的互连问题。
- 802网络的网络管理
- 介质访问控制（MAC）层及逻辑链路控制（LLC）层之上的协议层的一些问题。

## 链接
- http://grouper.ieee.org/groups/802/1/（页面存档备份，存于）